# ザ・ワースト・オヴ・ジェファーソン・エアプレイン
『ザ・ワースト・オヴ・ジェファーソン・エアプレイン』(The Worst of Jefferson Airplane) は、アメリカ合衆国のロック・バンドのジェファーソン・エアプレインが1970年に発表した初の編集アルバムである。

## 解説

### 経緯
1969年11月、通算6作目のアルバム『ボランティアーズ』が発表された。1970年にはスペンサー・ドライデンの追放、ポール・カントナーとグレイス・スリックのプラネット・アース・ロック・アンド・ロール・オーケストラの活動、ヨーマ・カウコネンとジャック・キャサディのホット・ツナの活動、マーティ・バリンの一時的な離脱などが相次ぎ、新作アルバムの製作の見通しは立たなかった。
前作の発表から一年近くが過ぎた頃、RCAレコードは編集アルバムの発売を決定した。彼等がそれまでに発表した5作のスタジオ・アルバムと1作のライヴ・アルバムから、最も出来が良くて興味深い曲が選ばれた。この最高の選曲集を、カントナーは逆説的に「最悪」と呼んだ。

### 内容
全15曲の内訳は以下の通り。
- 『テイクス・オフ』（1966年）から2曲
- 『シュールリアリスティック・ピロー』（1967年）から4曲
- 『アフター・ベイジング・アット・バクスターズ』（1967年）から2曲
- 『創造の極致』（1968年）から3曲
- 『フィルモアのジェファーソン・エアプレイン』（1969年）から1曲
- 『ボランティアーズ』（1969年）から3曲

この『最悪の作品集』は同年11月に発売され、アルバムチャートで最高位12位に達して、百万枚を売り上げた。

## 収録曲

### オリジナルLP
| #         | タイトル                                                        | 作詞・作曲          | 収録アルバム                                             | 時間  |
| --------- | --------------------------------------------------------------- | ------------------- | -------------------------------------------------------- | ----- |
| 1.        | 「イッツ・ノー・シークレット It's No Secret」                   | Marty Balin         | 『テイクス・オフ』（1966年）                             | 2:37  |
| 2.        | 「エアプレインのブルース Blues from an Airplane」               | Balin, Skip Spence  | 『テイクス・オフ』（1966年）                             | 2:10  |
| 3.        | 「あなただけを Somebody to Love」                               | Darby Slick         | 『シュールリアリスティック・ピロー』（1967年）           | 2:54  |
| 4.        | 「トゥデイ Today」                                              | Balin, Paul Kantner | 『シュールリアリスティック・ピロー』（1967年）           | 2:57  |
| 5.        | 「ホワイト・ラビット White Rabbit」                             | Grace Slick         | 『シュールリアリスティック・ピロー』（1967年）           | 2:27  |
| 6.        | 「旅する前に Embryonic Journey」                                | Jorma Kaukonen      | 『シュールリアリスティック・ピロー』（1967年）           | 1:51  |
| 7.        | 「マーサ Martha」                                               | Kantner             | 『アフター・ベイジング・アット・バクスターズ』（1967年） | 3:21  |
| 8.        | 「サイケデリック・プーネイル The Ballad of You & Me & Pooneil」 | Kantner             | 『アフター・ベイジング・アット・バクスターズ』（1967年） | 4:30  |
| 合計時間: | 合計時間:                                                       | 合計時間:           | 合計時間:                                                | 22:47 |

| #         | タイトル                                                                 | 作詞・作曲                        | 収録アルバム                                           | 時間  |
| --------- | ------------------------------------------------------------------------ | --------------------------------- | ------------------------------------------------------ | ----- |
| 1.        | 「創造の極致 Crown of Creation」                                         | Kantner                           | 『創造の極致』（1968年）                               | 2:53  |
| 2.        | 「忠臣蔵 Chushingura」                                                   | Spencer Dryden                    | 『創造の極致』（1968年）                               | 1:17  |
| 3.        | 「ラザー Lather」                                                        | G. Slick                          | 『創造の極致』（1968年）                               | 2:55  |
| 4.        | 「プラスティック・ファンタスティック・ラヴァー Plastic Fantastic Lover」 | Balin                             | 『フィルモアのジェファーソン・エアプレイン』（1969年） | 3:39  |
| 5.        | 「グッド・シェパード Good Shepherd」                                     | traditional, arranged by Kaukonen | 『ボランティアーズ』（1969年）                         | 4:22  |
| 6.        | 「ウィ・キャン・ビー・トゥゲザー We Can Be Together」                    | Kantner                           | 『ボランティアーズ』（1969年）                         | 5:50  |
| 7.        | 「ボランティアーズ Volunteers」                                          | Balin, Kantner                    | 『ボランティアーズ』（1969年）                         | 2:03  |
| 合計時間: | 合計時間:                                                                | 合計時間:                         | 合計時間:                                              | 22:59 |

### CD
| #         | タイトル                                                                 | 作詞・作曲                        | 収録アルバム                                             | 時間  |
| --------- | ------------------------------------------------------------------------ | --------------------------------- | -------------------------------------------------------- | ----- |
| 1.        | 「イッツ・ノー・シークレット It's No Secret」                            | Marty Balin                       | 『テイクス・オフ』（1966年）                             | 2:37  |
| 2.        | 「エアプレインのブルース Blues from an Airplane」                        | Balin, Skip Spence                | 『テイクス・オフ』（1966年）                             | 2:10  |
| 3.        | 「あなただけを Somebody to Love」                                        | Darby Slick                       | 『シュールリアリスティック・ピロー』（1967年）           | 2:54  |
| 4.        | 「トゥデイ Today」                                                       | Balin, Paul Kantner               | 『シュールリアリスティック・ピロー』（1967年）           | 2:57  |
| 5.        | 「ホワイト・ラビット White Rabbit」                                      | Grace Slick                       | 『シュールリアリスティック・ピロー』（1967年）           | 2:27  |
| 6.        | 「旅する前に Embryonic Journey」                                         | Jorma Kaukonen                    | 『シュールリアリスティック・ピロー』（1967年）           | 1:51  |
| 7.        | 「マーサ Martha」                                                        | Kantner                           | 『アフター・ベイジング・アット・バクスターズ』（1967年） | 3:21  |
| 8.        | 「サイケデリック・プーネイル The Ballad of You & Me & Pooneil」          | Kantner                           | 『アフター・ベイジング・アット・バクスターズ』（1967年） | 4:30  |
| 9.        | 「創造の極致 Crown of Creation」                                         | Kantner                           | 『創造の極致』（1968年）                                 | 2:53  |
| 10.       | 「忠臣蔵 Chushingura」                                                   | Spencer Dryden                    | 『創造の極致』（1968年）                                 | 1:17  |
| 11.       | 「ラザー Lather」                                                        | G. Slick                          | 『創造の極致』（1968年）                                 | 2:55  |
| 12.       | 「プラスティック・ファンタスティック・ラヴァー Plastic Fantastic Lover」 | Balin                             | 『フィルモアのジェファーソン・エアプレイン』（1969年）   | 3:39  |
| 13.       | 「グッド・シェパード Good Shepherd」                                     | traditional, arranged by Kaukonen | 『ボランティアーズ』（1969年）                           | 4:22  |
| 14.       | 「ウィ・キャン・ビー・トゥゲザー We Can Be Together」                    | Kantner                           | 『ボランティアーズ』（1969年）                           | 5:50  |
| 15.       | 「ボランティアーズ Volunteers」                                          | Balin, Kantner                    | 『ボランティアーズ』（1969年）                           | 2:03  |
| 合計時間: | 合計時間:                                                                | 合計時間:                         | 合計時間:                                                | 45:46 |

| #         | タイトル                                                                 | 作詞・作曲                        | 収録アルバム                                             | 時間  |
| --------- | ------------------------------------------------------------------------ | --------------------------------- | -------------------------------------------------------- | ----- |
| 1.        | 「イッツ・ノー・シークレット It's No Secret」                            | Marty Balin                       | 『テイクス・オフ』（1966年）                             | 2:37  |
| 2.        | 「エアプレインのブルース Blues from an Airplane」                        | Balin, Skip Spence                | 『テイクス・オフ』（1966年）                             | 2:10  |
| 3.        | 「あなただけを Somebody to Love」                                        | Darby Slick                       | 『シュールリアリスティック・ピロー』（1967年）           | 2:54  |
| 4.        | 「トゥデイ Today」                                                       | Balin, Paul Kantner               | 『シュールリアリスティック・ピロー』（1967年）           | 2:57  |
| 5.        | 「ホワイト・ラビット White Rabbit」                                      | Grace Slick                       | 『シュールリアリスティック・ピロー』（1967年）           | 2:27  |
| 6.        | 「旅する前に Embryonic Journey」                                         | Jorma Kaukonen                    | 『シュールリアリスティック・ピロー』（1967年）           | 1:51  |
| 7.        | 「マーサ Martha」                                                        | Kantner                           | 『アフター・ベイジング・アット・バクスターズ』（1967年） | 3:21  |
| 8.        | 「サイケデリック・プーネイル The Ballad of You & Me & Pooneil」          | Kantner                           | 『アフター・ベイジング・アット・バクスターズ』（1967年） | 4:30  |
| 9.        | 「ウォッチ・ハー・ライド Watch Her Ride」(ボーナス・トラック)            | Kantner                           | 『アフター・ベイジング・アット・バクスターズ』（1967年） | 3:16  |
| 10.       | 「グリージー・ハート Greasy Heart」(ボーナス・トラック)                  | G. Slick                          | 『創造の極致』（1968年）                                 | 3:27  |
| 11.       | 「創造の極致 Crown of Creation」                                         | Kantner                           | 『創造の極致』（1968年）                                 | 2:53  |
| 12.       | 「忠臣蔵 Chushingura」                                                   | Spencer Dryden                    | 『創造の極致』（1968年）                                 | 1:17  |
| 13.       | 「ラザー Lather」                                                        | G. Slick                          | 『創造の極致』（1968年）                                 | 2:55  |
| 14.       | 「プラスティック・ファンタスティック・ラヴァー Plastic Fantastic Lover」 | Balin                             | 『フィルモアのジェファーソン・エアプレイン』（1969年）   | 3:39  |
| 15.       | 「グッド・シェパード Good Shepherd」                                     | traditional, arranged by Kaukonen | 『ボランティアーズ』（1969年）                           | 4:22  |
| 16.       | 「ウィ・キャン・ビー・トゥゲザー We Can Be Together」                    | Kantner                           | 『ボランティアーズ』（1969年）                           | 5:50  |
| 17.       | 「ボランティアーズ Volunteers」                                          | Balin, Kantner                    | 『ボランティアーズ』（1969年）                           | 2:03  |
| 合計時間: | 合計時間:                                                                | 合計時間:                         | 合計時間:                                                | 52:29 |

## 参加ミュージシャン
- シグニー・トリー・アンダーソン　Signe Toly Anderson – ヴォーカル（『テイクス・オフ』収録曲）
- アレックス・スキップ・スペンス　Alex "Skip" Spence – ドラムス、パーカッション（『テイクス・オフ』収録曲）
- マーティ・バリン　Marty Balin – ヴォーカル
- ジャック・キャサディ　Jack Casady – ベース
- ポール・カントナー　Paul Kantner – ヴォーカル、ギター
- ヨーマ・カウコネン　Jorma Kaukonen – リード・ギター、ヴォーカル
- グレイス・スリック　Grace Slick – ヴォーカル、ピアノ（『テイクス・オフ』収録曲を除く）
- スペンサー・ドライデン　Spencer Dryden – ドラムス、パーカッション（『テイクス・オフ』収録曲を除く）

- ゲイリー・ブラックマン　Gary Blackman – nose（「ラザー」）
- Gene Twombly – サウンド・エフェクト（「ラザー」）
- ニッキー・ホプキンス　Nicky Hopkins – ピアノ（「ウィ・キャン・ビー・トゥゲザー」「ボランティアーズ」）